# Falcotoya aurinia
Falcotoya aurinia är en insektsart som beskrevs av Ronald Gordon Fennah 1969. Falcotoya aurinia ingår i släktet Falcotoya och familjen sporrstritar. Inga underarter finns listade i Catalogue of Life.